# Asclepias bridgesii
Asclepias bridgesii är en oleanderväxtart som beskrevs av Fourn.. Asclepias bridgesii ingår i släktet sidenörter, och familjen oleanderväxter. Inga underarter finns listade i Catalogue of Life.